# 世界新闻 (电影)
是一部2020年美国西部劇情片，由保羅·葛林葛瑞斯执导和編劇，改編自波蕾特·賈爾斯的2016年英文同名小說《News of the World》，主演是汤姆·汉克斯和海倫娜·澤格爾。
本片定于2020年12月25日上映，由环球影业发行。

## 演員
- 汤姆·汉克斯 饰演 Captain Jefferson Kyle Kidd
- 海倫娜·澤格爾 饰演 Johanna Leonberger
- Michael Covino 饰演 Ron Avalon
- Fred Hechinger 饰演 Thomas Kidd
- 尼爾·桑迪蘭（英语：Neil Sandilands） 饰演 Wilhelm Leonberger
- 湯瑪士·法蘭西斯·墨菲（英语：Thomas Francis Murphy (actor)） 饰演 Merritt Farley
- 梅爾·溫寧漢（英语：Mare Winningham） 饰演 Jane